# Parisiska Evangeliska Missionssällskapet
Det Parisiska Evangeliska Missionssällskapet (franska: Société des missions évangéliques de Paris), också känt som SMEP eller Mission de Paris, var ett protestantiskt missionssällskap, som bildades 1822. Det var knutet till den franska reformerta kyrkan. Det upplöstes 1970 och ersattes av två nya organisationer: 
- CÉVAA Communauté évangélique d'action apostolique (senare Communauté d'Églises en Mission), en federation av systerkyrkor

- DÉFAP, Département évangélique français d'action apostolique (senare Service protestant de mission), en missionsorganisation för dessa kyrkor